# الکس لوندکویست
الکس لوندکویست (انگلیسی: Alex Lundqvist؛ زادهٔ ۱۴ آوریل ۱۹۷۲) مدل اهل سوئد است. وی یکی از مدل‌های برتر مجله‌های جی‌کیو، ال و وگ بوده است.